# Sázava (kraj Wysoczyna)
Sázava – miejscowość i gmina (obec) w Czechach, w kraju Wysoczyna, w powiecie Zdziar nad Sazawą. W 2022 roku liczyła 660 mieszkańców.